# دایهاچی یوشیدا
دایهاچی یوشیدا (انگلیسی: Daihachi Yoshida؛ زادهٔ ۱۹۶۳) کارگردان فیلم و فیلم‌نامه‌نویس اهل ژاپن است.